# Abraham Rodríguez Portillo
Abraham Rodríguez Portillo (San Miguel, El Salvador 27 de diciembre de 1928- San Salvador, El Salvador 28 de febrero de 2017) fue un abogado y político salvadoreño, fundador del Partido Demócrata Cristiano de El Salvador. 
Se graduó en leyes de la Facultad de Jurisprudencia y Ciencias Sociales de la Universidad de El Salvador.
En las elecciones de 1967  fue derrotado por el entonces general Fidel Sánchez Hernández que fue el sucesor del coronel Julio Rivera que un año más tarde se daría la Guerra del Fútbol, en el cual tenía que tener el papel de defensor de la soberanía nacional. Falleció en 2017 por causas naturales.